# UGC 4305
UGC 4305 (tudi Holmberg II) je pritlikava galaksija v ozvezdju Velikega medveda. Njen navidezni sij je 11,10m. Od Sonca je oddaljena približno 11 milijonov svetlobnih let.
Galaksijo je odkril Erik Bertil Holmberg v 1950-ih.
- UGC 4305, slika HST